# Ugur Dasdemir
 Ugur Dasdemir, (sinh 10 tháng 11 năm 1990 ở Thổ Nhĩ Kỳ) là một cầu thủ bóng đá Thổ Nhĩ Kỳ thi đấu cho Adanaspor.